# Agnello (vescovo di Trento)
Agnello (fl. VI secolo) è stato vescovo di Trento dal 577 fino ad almeno il 591.

## Biografia
Secondo di Trento testimonia che Agnello diventò vescovo di Trento nel 577.
Aderì allo scisma tricapitolino. Partecipò al sinodo di Grado, convocato dal patriarca di Aquileia Elia, nella basilica di Sant'Eufemia, il 3 novembre 579. Assieme ad altri 20 vescovi scismatici, sottoscrisse una lettera sinodale dove ribadì la sua fedeltà al concilio di Calcedonia e approvò il trasferimento della sede di Aquileia a Grado.
Agnello prese parte probabilmente anche al sinodo di Marano nel 590. Assieme ad altri 11 vescovi si oppose al patriarca Severo di Aquileia quando questi, condotto con la forza a Ravenna, decise di allinearsi all'ortodossia condannando i Tre Capitoli.
Nel 590 durante l'attacco al Ducato di Trento da parte del franco Cedino riuscì, assieme a Ingenuino di Sabiona, a salvare il castello "Ferruge" (forse il Doss Trento, noto anche come Monte Verruca). Dietro versamento di un'ingente somma di denaro riuscì a salvare Trento dalla distruzione.
Prima o durante il mese di gennaio 591, Agnello fu uno dei firmatari di una lettera indirizzata a Maurizio, imperatore romano d'Oriente, nella quale i sottoscrittori spiegano i motivi per cui rifiutano la condanna dei Tre Capitoli, malgrado le forti pressioni subite per aderire a questa condanna.
Nella primavera del 591, Agnello partecipò a una missione voluta dal re longobardo Agilulfo presso il re franco Childeberto II per la restituzione dei prigionieri catturati negli altri castelli della regione di Trento durante l'incursione dell'anno precedente. Riuscì a portare via con sé un gruppo di prigionieri acquistati dalla regina Brunechilde.
Il suo nome non compare più in documenti successivi.
Fece realizzare un pavimento musivo per la Basilica di San Vigilio.